# Westtünnen
Westtünnen ist ein Ortsteil der kreisfreien Stadt Hamm im Stadtbezirk Rhynern.

## Geschichte
Westtünnen wurde erstmals urkundlich 1289 als villa Tune erwähnt. 1344 wurde der Ort urkundlich Tunne in parochia Rinhere und 1392 Westunne in dem kerspele van Rynere genannt. Die Gründung Westtünnens geht auf die Edelherren und Grafen von Thunen zurück, die dem Stadtteil auch seinen Namen gaben. Bereits im frühen Mittelalter begründeten diese Edelherren eine dörfliche Ansiedlung im heutigen West- und Osttünnen. Der Standort ihres ehemaligen Herrensitzes befindet sich heute nördlich der Von-Thünen-Straße, ungefähr in der Mitte zwischen den heutigen Stadtteilen Westtünnen und Osttünnen.
Westtünnen gehörte im Spätmittelalter und der Frühen Neuzeit in eigener Bauerschaft (Westunne) im Amt Hamm zur Grafschaft Mark. Laut dem Schatzbuch der Grafschaft Mark von 1486 hatten die 16 Steuerpflichtigen in der Bauerschaft zwischen 1 und 6 Goldgulden an Abgabe zu leisten. Zwei Höfe mit Abgaben an das Stift Essen. Im Jahr 1705 waren in der Bauerschaft 20 Steuerpflichtige mit Abgaben an die Rentei Hamm im Kataster verzeichnet.
Im 19. Jahrhundert gehörte Westtünnen bei der Errichtung der Ämter in der preußischen Provinz Westfalen zum Kirchspiel und Amt Rhynern im Kreis Hamm. Im Jahr 1885 gab es in der Landgemeinde West Tünnen auf 530 ha Fläche, davon 409 ha Ackerland, 7 ha Wiesen, 51 ha Holzungen, 1 Wohnplatz, 95 Wohnhäuser mit 120 Haushaltungen und 664 Einwohner.
Am 1. Januar 1968 wurden die Gemeinden Westtünnen (großenteils), Berge (vorher zum Amt Rhynern gehörig) und Teile Wiescherhöfens in die Stadt Hamm eingemeindet. Westtünnen gehört seit dem 1. Januar 1975 zur Stadt Hamm und dort zum Stadtbezirk Hamm-Rhynern.
Als Maßnahmen zur Stadtteilentwicklung sind für die Zukunft der Ausbau der Dambergstraße und die Neugestaltung des Dorfplatzes sowie ein Haltepunkt an der Bahnstrecke Hamm–Warburg geplant. Am 10. Oktober 2024 wurde der neue Bahnhaltepunkt eingeweiht. Nun hält hier halbstündlich die RB89 (Ems-Börde-Bahn) nach Paderborn Hbf, sowie nach Hamm mit Durchbindung bis nach Münster.

## Einwohnerentwicklung
| Jahr | Einwohner |
| ---- | --------- |
| 1849 | 0423      |
| 1910 | 1070      |
| 1931 | 1378      |
| 1956 | 1946      |
| 1961 | 2579      |

## Sport
Zu den bekannten Persönlichkeiten, die im Westtünner Sportverein, dem SC Westtünnen 1951 e. V. wirkten, gehört Horst Hrubesch. Der in Hamm geborene Hrubesch wechselte als Amateur vom SC Westtünnen im Jahre 1975 direkt zum Bundesligisten Rot-Weiss Essen.
Im Januar 2008 beschloss der SC Westtünnen 1951 e. V. die Fusion mit dem TSV Berge 09 e. V. zum dann größten Sportverein in Hamm, dem „HammerSportClub 2008“. Die Fusion wurde am 1. Juli 2008 wirksam.

## Söhne und Töchter
- Hubertus Strughold (1898–1986), deutscher Luftfahrtmediziner
- Rolf Lohmann (* 1963), Weihbischof im Bistum Münster